# Buiten Nieuwstraat
De Buiten Nieuwstraat is een straat in het centrum van de Nederlandse stad Kampen. Deze straat loopt vanaf de Hagenkade tot de Broederstraat. De Buiten Nieuwstraat is ongeveer 530 meter lang.
Zijstraten van de Buiten Nieuwstraat zijn de Kerkstraat, Schapensteeg, Botervatsteeg, Karpersteeg, Marktsteeg, Houtzagerssteeg, Gasthuisstraat, Nieuwe Markt en de Torenstraat. De Botermarkt bevindt zich ook aan de Buiten Nieuwstraat.
Er bevinden zich aan de Buiten Nieuwstraat diverse monumentale panden waaronder het Ikonen Museum op nummer 2 en de Bethlehemsvergadering op nummer 62.
Ook staat er een aantal kerken, onder andere de Rooms-KatholiekeBuitenkerk (Onze Lieve Vrouwekerk) op nummer 101 en de Eben Haëzerkerk van de Christelijke Gereformeerde Kerken (CGK) op nummer 69. Op de hoek Broederstraat en de Buiten Nieuwstraat bevindt zich de monumentale Broederkerk, in gebruik bij de hervormd-gereformeerde wijkgemeente van de PKN in Kampen.

## Fotogalerij

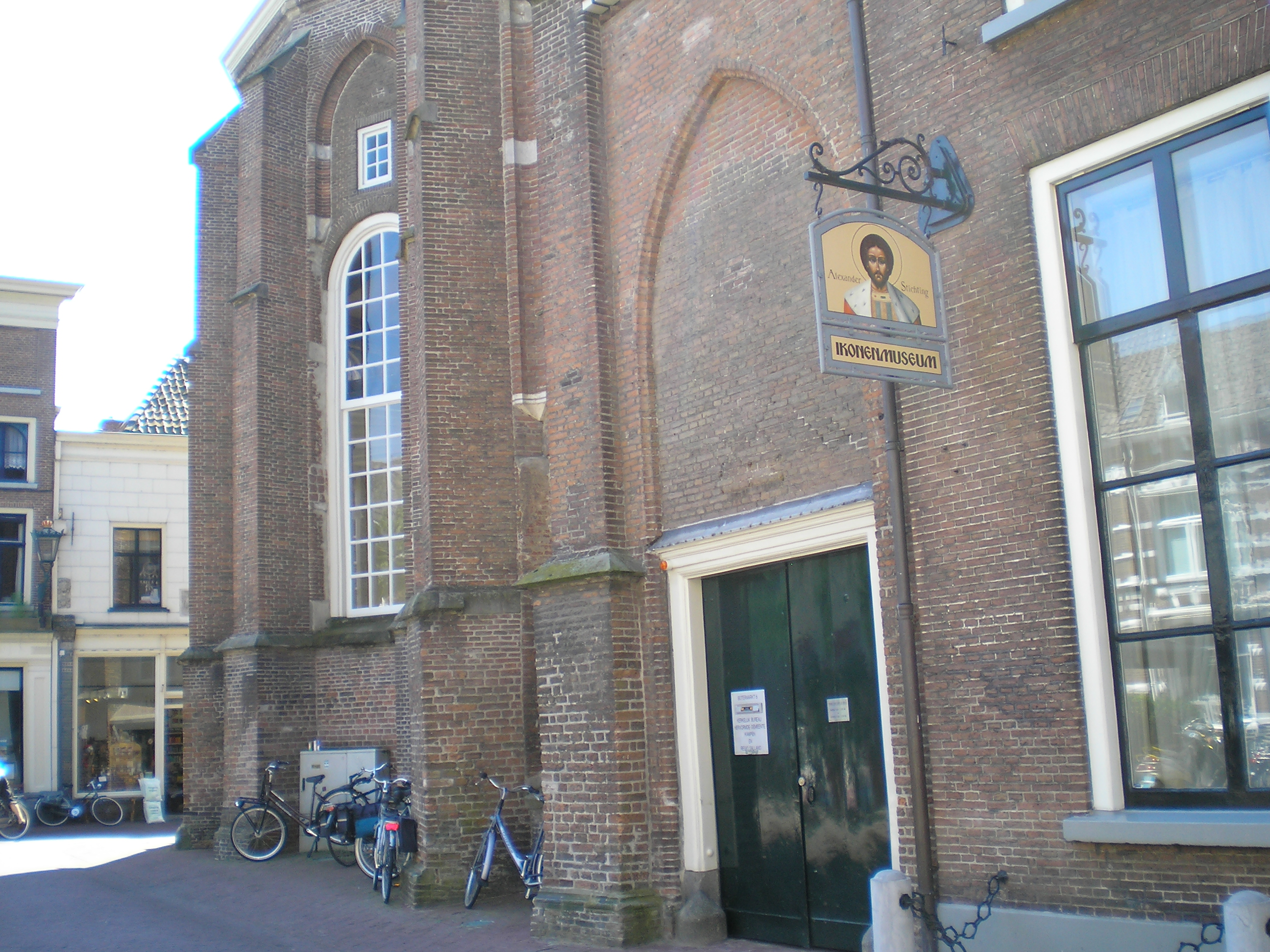
Broederkerk hoek Broederstraat en de Buiten Nieuwstraat te Kampen
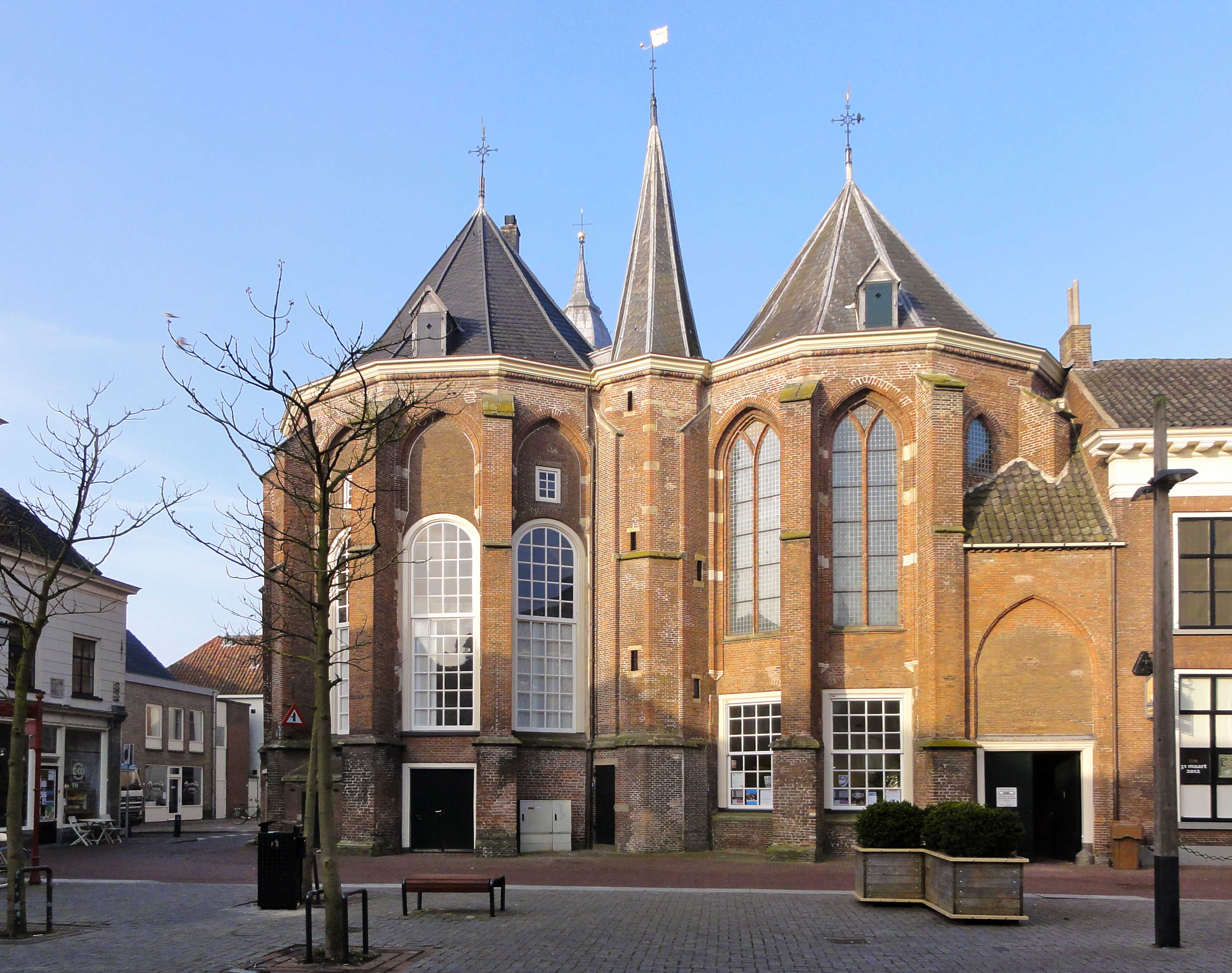
Broederkerk gezien vanaf de Botermarkt

Botermarkt ·
Broederweg ·
Buiten Nieuwstraat ·
Burgwal ·
Burgwalstraat ·
Gasthuisstraat ·
Geerstraat ·
Groenestraat ·
Kerkstraat ·
Koornmarkt ·
Muntplein ·
Nieuwe Markt ·
Oude Raadhuisplein ·
Oudestraat ·
Plantage ·
Van Heutszplein ·
Vloeddijk ·
Voorstraat ·
IJsselkade